# De Cecco
Il Gruppo De Cecco è un'azienda italiana attiva nel settore alimentare. In particolare si occupa di produrre paste alimentari secche, olio extravergine di oliva, sughi pronti e derivati del pomodoro.
Fondata nel 1886 a Fara San Martino da Filippo De Cecco, dove mantiene stabilimento e sede legale, ha una sede amministrativa a Pescara e impianti produttivi a Caldari.

## Storia

### Le origini (1831)

Filippo Giovanni De Cecco, fondatore dell'azienda

L'origine del gruppo De Cecco risale all'Italia preunitaria, quando Nicola Antonio De Cecco iniziò a produrre farina nel mulino comunale del suo paese natale avviando l’attività con il Molino di Fara San Martino nel 1831. Nel 1886, l'attività passò al figlio di Nicola, Filippo De Cecco, che lo affianca dal 1869 e nel 1872 è titolare in proprio di una licenza per l'esercizio di un mulino; nel 1876, Filippo è in grado di acquistare l'impianto molitorio che gestisce da qualche anno. Inizia l'attività di pastaio alla metà degli anni ottanta, quando il settore della molitura e della fabbricazione delle paste alimentari riprende vigore dopo un'acuta crisi, in seguito all'abolizione delle pesanti tasse sul macinato e sulla pasta imposte dai governi postunitari.
In Abruzzo, nei decenni centrali dell'Ottocento, il comparto più diffuso dell'attività manifatturiera è quello della trasformazione alimentare: i pastifici sono per lo più piccoli laboratori a conduzione familiare, presenti in maniera capillare sul territorio, il cui prodotto è rivolto quasi esclusivamente al consumo locale. In particolare, nel Chietino, la diffusione di tali attività è legata ad alcuni vantaggi di localizzazione, come la disponibilità di forza motrice idrica, l'abbondanza di manodopera a basso costo, la presenza di materie prime e di un sicuro mercato di sbocco locale.

### Stabilimento De Cecco
Il primo nucleo della fabbrica di De Cecco, nel 1886, comprende un mulino, un vecchio stabilimento nel quale si produce la pasta e un “baraccone” di circa 100 m² adibito alla fase dell'asciugatura (durante il giorno i maccheroni venivano essiccati al sole e riposti al coperto per la notte). Lo stabilimento viene ben presto dotato di gramole e torchi azionati dall'energia idraulica, ma la capacità produttiva dell'impianto risulta notevolmente limitata dal clima rigido della Regione, che allunga significativamente i tempi di essiccazione.
Nell'intento di risolvere il problema, già nel 1889 De Cecco mette in funzione presso lo stabilimento una cabina per l'essiccazione: la macchina, messa a punto dallo stesso imprenditore, presenta un sistema di ventilazione ad aria calda e un aspiratore, con un cassone forato al cui interno, su vassoi estraibili, viene stesa la pasta da asciugare. La macchina prevede due distinte camere, una luminosa e l'altra buia, allo scopo di riprodurre l'asciugatura naturale alla luce del sole e il “riposo” notturno. In seguito a perfezionamenti successivi del procedimento, la soluzione dei problemi di essiccazione a bassa temperatura consente di svincolare la produzione dai fattori climatici e stagionali. Ciò permette di incrementare la produzione di pasta e di prolungarne la conservazione, consentendo quindi l'esportazione anche in Paesi a grande distanza dal luogo di produzione, come gli Stati Uniti d'America dal 1904 e l'Argentina, 
dal 1914. Dal 1889 l'azienda nascente inizia il suo percorso di internazionalizzazione.
In questi anni De Cecco sperimenta anche l'impasto con acqua tiepida, riscaldata con una macchina a vapore, e le trafile in bronzo. Nel 1894 amplia e ammoderna i locali e realizza un acquedotto. Alla fine del secolo la produzione giornaliera dello stabilimento raggiunge il quintale e mezzo di pasta di grano duro.

### Esposizioni internazionali
Le esposizioni internazionali rappresentano una preziosa occasione per consentire all'azienda di uscire dalla limitata realtà abruzzese, affermandosi progressivamente su mercati sempre più ricchi.
Durante la Fiera Colombiana di Chicago del 1893, Filippo Giovanni De Cecco riceve dalla World Columbian Commission la medaglia d'oro e il diploma di merito “Exhibit: Macaroni Vermicelli - award - for superior manufacture, color and firmness of form after cooking”.
Nel 1894 la De Cecco partecipa con successo alla mostra di Anversa; quattro anni dopo è presente all'Esposizione internazionale di Torino e, sempre nel 1898, ottiene la medaglia d'oro all'Esposizione internazionale di Amburgo. De Cecco rivolge in questi anni un'attenzione specifica alle piazze d'Oltreoceano, dove la comunità degli emigranti italiani cresce di anno in anno garantendo una domanda in espansione. Per curare i contatti con il mercato americano è presente alla fiera di Filadelfia nel 1898.
Negli ultimi anni del XIX secolo il pastificio raggiunge un notevole sviluppo: lo stabilimento conta 30 locali che comprendono il pastificio vero e proprio, il mulino, il magazzino e il punto vendita della pasta. Nel 1905 le macchine del pastificio sono alimentate con l'energia idroelettrica; sul versante della commercializzazione, nel nuovo secolo vengono curati l'immagine e il confezionamento del prodotto e la pasta De Cecco comincia a identificarsi nel volto sorridente della contadina abruzzese con le spighe di grano e il pacchetto azzurro e giallo di pasta in mano.
De Cecco fa il suo ingresso in politica. Nel 1906 è nominato Cavaliere del lavoro e nel 1908 è eletto consigliere della Camera di commercio della Provincia di Chieti. Il miglioramento dei trasporti fra l'Abruzzo e il resto della Penisola è un'esigenza particolarmente sentita dall'imprenditore, in seguito all'estensione della rete di distribuzione dei prodotti pastari De Cecco a livello nazionale e internazionale, prevalentemente attraverso il porto Napoli. I contatti di De Cecco con il mercato statunitense privilegiano inizialmente la piazza di Filadelfia, attraverso la sede di corrispondenza che fa capo a un conterraneo emigrato. Fino alla prima guerra mondiale procede l'allargamento della rete di relazioni dirette con altri importatori italo-americani, da Seattle a New York, mentre inizia a interessarsi al mercato sudamericano.
Alla fine del 1914 la ditta individuale è trasformata in Società Cavalier Filippo De Cecco & Figli.

### Prima guerra mondiale
Lo scoppio della prima guerra mondiale colpisce gravemente il mercato nazionale così come la domanda di pasta dal continente americano. Il conflitto comporta soprattutto difficoltà di approvvigionamento del grano adatto alla produzione di pasta e un progressivo aumento del suo prezzo per cui, nonostante una riduzione del dazio all'importazione, il settore delle paste alimentari entra in una fase di crisi profonda. Nel 1915 l'imprenditore abruzzese è obbligato a rifiutare i consistenti ordini provenienti dai suoi committenti d'Oltreoceano e a interrompere ripetutamente, e per lunghi periodi, la produzione. Nel difficile quadro del periodo bellico ben poca cosa sono le commesse che la ditta riesce a ottenere dal Governo nel 1917 per le forniture di pasta all'esercito: la materia prima fornita dall'amministrazione militare è scadente e non adatta alla pastificazione e il prezzo pagato risulta poco remunerativo. A fronte dell'aumento dei costi di produzione, anche il prezzo imposto per la vendita ai privati comporta perdite per l'impresa.

### Ripresa
Il mercato italiano della pasta inizia a riprendersi solo dopo il 1920, quando vengono abolite le restrizioni alla produzione e alla commercializzazione; De Cecco riallaccia i contatti con i suoi commissionari d'Oltreoceano nella primavera del 1921 e per tutta la prima metà degli anni Venti invia negli Stati Uniti almeno 4.000 quintali di pasta ogni anno. Quello nordamericano è un mercato vitale per la produzione dell'impresa, perché sui mercati nazionali ed europei la concorrenza dei produttori campani e della Barilla rende difficile l'affermazione dei prodotti De Cecco. Nel 1924, ormai settantenne, l'imprenditore abruzzese decide la cessione della direzione e delle sue quote societarie ai figli: rimane però nel Consiglio di amministrazione della F.lli De Cecco di Filippo e continua a orientare le scelte strategiche dell'impresa, in particolare con la decisione di costruire a Pescara un moderno stabilimento che integra in grande scala la produzione delle farine e quella della pasta. Con la costituzione di una nuova società, la Società anonima molino De Cecco, nel 1927, inizia una nuova fase della vicenda imprenditoriale di De Cecco: lo stabilimento di Pescara, un imponente complesso di sei piani, fornito di ampi essiccatoi e di sale d'imballaggio, si afferma come il polo industriale più dinamico della regione (in particolare il mulino, che agli inizi degli anni Trenta raggiunge una capacità lavorativa giornaliera di circa 500 quintali di grano).
Nel 1927 in prossimità dello scalo merci ferroviario di Porta Nuova a Pescara, viene costruito un molino di sei piani con i laboratori e gli uffici amministrativi.
De Cecco muore nel 1930. In seguito ai contraccolpi della crisi internazionale, lo stabilimento sospende la produzione per un anno, ma nella seconda metà degli anni trenta la ripresa dell'attività produttiva vede il definitivo consolidamento dell'impresa sul mercato nazionale e su quello internazionale, con esportazioni in Europa – Belgio, Inghilterra, Germania, Svizzera – e nel continente americano.

### Seconda guerra mondiale
La seconda guerra mondiale blocca l'entrata in funzione del nuovo stabilimento di Pescara, mentre lo stabilimento di Fara San Martino viene completamente distrutto dalle esplosioni e dagli incendi.

### Dal dopoguerra agli anni ottanta
Nel dopoguerra la famiglia De Cecco ricostruisce la fabbrica di Fara San Martino e, per sostenere l'incremento produttivo degli anni della ripresa, inaugura il nuovo pastificio di Pescara.
Nel 1965 viene costruito un nuovo molino a Fara San Martino. Lo stabilimento esistente viene ristrutturato con l'edificazione di un ulteriore piano. Nella nuova sala, lunga 60 metri, trovano posto quattro linee per la pasta lunga, quattro per la pasta corta e una per la pasta all'uovo. Da 250 quintali di pasta al giorno, nel giro di pochi anni si passa a 1.000 quintali.
Inizia negli anni Settanta la costruzione di un nuovo e moderno stabilimento a Fara San Martino secondo un progetto originario che prevedeva 6 linee continue di produzione pasta.
Quando entrano in funzione le prime linee, la superficie coperta è pari a 20.000 m².
Negli anni Ottanta viene costituita la “F.lli De Cecco di Filippo - Fara San Martino - S.p.A.”, società capofila del Gruppo, e viene inaugurata a Fara San Martino la nuova unità produttiva che consente di raddoppiare la produzione di pasta (da 150-180.000 quintali a oltre 300.000 quintali all'anno).
In un'area adiacente al pastificio viene costruito il nuovo molino con l'installazione di due sezioni di macinazione: si raggiunge così la potenzialità totale di 5.000 quintali al giorno di grano molito.
Nel pastificio vengono installate altre 4 linee di produzione e la capacità produttiva giornaliera arriva a 3.500 quintali di pasta.
Nasce la società “Olearia F.lli De Cecco di Filippo - Fara San Martino - S.r.l.”, il primo passo verso la sostanziale differenziazione della gamma dei prodotti che avvia l'attività di imbottigliamento e commercializzazione di olio extravergine di oliva. A questa, faranno seguito nella diversificazione di gamma altri commercializzati fra cui sughi e derivati del pomodoro, riso, prodotti biologici e, nel 2013, il lancio dei sostitutivi del pane “I Grani De Cecco”.

### Anni novanta
Sono gli anni dei grandi investimenti.
A Fara San Martino: vengono ampliati il magazzino e il molino, in cui viene installata la terza sezione di macinazione. Si raggiunge così la capacità molitoria totale di 11.000 quintali al giorno. Vengono costruiti nuovi silos di stoccaggio del grano con una capacità di 400.000 quintali. A seguito degli interventi sviluppati alla fine degli anni ottanta e all'inizio degli anni novanta, il complesso di Fara San Martino comprende molino, pastificio e tre silos per lo stoccaggio del grano.
In sostituzione dello stabilimento localizzato nel centro urbano di Pescara, viene aperta una nuova unità produttiva a Caldari di Ortona, a pochi chilometri da Fara, entrata in funzione nel 1996 con una capacità giornaliera pari a 1.400 quintali di pasta prodotta. Il progetto originario prevedeva l'installazione di 13 linee di produzione. Nel 2013 sono 11 le linee a regime con una produttività oraria pari a 200 quintali di pasta.
Inizia la commercializzazione della linea "Rossi" (derivati del pomodoro, quali polpe, passate e sughi pronti) cui si aggiungerà nel 2006 una nuova linea di sughi pronti ideata in collaborazione con Heinz Beck, chef di fama mondiale, 3 stelle Michelin.
Apre la prima filiale commerciale in USA, la De Cecco USA/Prodotti Mediterranei Inc. (P.M.I.)

### Dagli anni duemila
Per accompagnare la crescita del nuovo ramo affaristico, viene costituita la divisione business unit Oli & Rossi.
Viene inaugurato il centro direzionale “Il Molino” a Pescara. Qui, oltre alla sede legale della Società Molino e Pastificio De Cecco Spa Pescara, sono stati dislocati gli uffici commerciali della capogruppo.
A queste due società si affiancano le altre consociate trading (De Cecco France S.a.r.l., De Cecco UK Limited e De Cecco Deutschland Gmbh), la finanziaria DE.FIN srl, che possiede al 100% la P.M.I. e la DESE.MARK srl (per il trattamento e la gestione dei dati).
Con l'acquisizione nel 2011 di OJSC Moscow Furniture and Woodworking Industry Group, il secondo produttore di pasta del mercato russo con il 10% di quota a volume, De Cecco diventa il 3° produttore di pasta al mondo.
Continuano gli investimenti industriali: a Fara San Martino entrano in funzione nel molino due nuove sezioni di macinazione e la capacità molitoria passa da 11.000 a 14.000 quintali di grano al giorno. A Caldari vengono inaugurate due nuove linee di produzione della pasta.
Tra il 2011 e il 2012 il gruppo ha completato l'acquisizione dei 3 stabilimenti produttivi di pasta in Russia (Gruppo PMK).
Nel 2016 il fatturato ha toccato i 447,5 milioni di euro, in crescita del 5,7%, con il margine operativo lordo aumentato del 18% a 49 milioni e l'utile lordo del 19%  a 56 milioni. Gli azionisti della capogruppo sono 24, dalla terza alla quinta generazione De Cecco, divisi in tre rami familiari. Nell'assemblea di aprile è dato il via libera al piano di approdo in borsa. Un piano che prevede la riorganizzazione del gruppo con l'ingresso di manager esterni, in particolare di un amministratore delegato, in vista anche di un'espansione negli USA. Già nel 2007 era stato considerato l'approdo in borsa, operazione poi congelata dalla crisi dell'economia nel 2008. Nel marzo 2018, dopo aver chiuso il 2017 con 436 milioni di ricavi e un Ebitda di 50 milioni, la società approva il restyling della governance. Nel giugno 2018 la guida è affidata per la prima volta a un manager esterno, Francesco Fattori (ex Findus Italia) che rimane in carica solo fino al 3 maggio 2019, data in cui la proprietà lo rimuove dall'incarico per contestazioni sugli obblighi del mandato.
Nonostante l'invasione russa dell'Ucraina nel 2022 e le ampie sanzioni internazionali, De Cecco ha continuato le sue operazioni in Russia. Al 2025, il marchio rimane attivo sul mercato russo, registrando oltre 35 milioni di dollari di ricavi dalle sue attività nel paese. Questa presenza continua ha suscitato critiche per il supporto indiretto all'economia russa durante l'aggressione contro l'Ucraina, sollevando preoccupazioni etiche riguardo alla responsabilità aziendale nel contesto di una crisi umanitaria.

## Prodotti
De Cecco ha un catalogo di oltre 250 referenze ripartite nelle seguenti categorie
- Pasta – linea base
- Pasta all'uovo
- Pasta integrale
- Pasta con spinaci
- Pasta tricolore
- Olio extravergine d'oliva e Aceto
- Pasta e olio biologici
- Sughi pronti
- Derivati del pomodoro
- Farine e semola di grano duro rimacinata
- Riso e gnocchi
- Sostitutivi del pane “I Grani De Cecco”

## Certificazioni
- Certificazione di prodotto
- Certificazione ambientale
- Certificazione SA8000
- ISO 9001:2008
- Analisi dei rischi e controllo dei punti critici (HACCP)
- British Retail Consortium
- International Food Standard
- Certificazione Kosher
- Dichiarazione ambientale dei prodotti da costruzione (EPD)
- Organic Certification

## Responsabilità Sociale e Stakeholder Engagement
- 2008 – Bilancio Sociale
- 2011 – Adesione alla nuova linea guida per la Responsabilità sociale delle organizzazioni ISO 26000
- dal 2005 – Partner del Salone “Dal dire al fare”
- dal 2009 – Partner dell'Università di Bologna (Master C.L.E.)
- dal 2010 – Protocollo bilaterale “De Cecco con Adiconsum” per la qualità alimentare e per la tutela dei diritti dei consumatori

## Testimonial
- Michele La Ginestra (2011-2015)
- Juventus Football Club (2017-2019)
- Claudia Gerini (2020-2023)
- Can Yaman (2021-2023)
- Jannik Sinner (dal 2025)